# Dukla Prague
Pour les articles homonymes, voir Dukla Prague (handball).
Maillots
Actualités
Dernière mise à jour : 11 mai 2023.
Le FK Dukla Prague – également connu sous le nom « AC Dukla Praha » –  est un club de football basé à Prague en Tchéquie. 
Fondé en 1948 par l'armée tchécoslovaque, le club disparut en 1990 à la suite d'une fusion avec le FK Příbram. Il a revu le jour en 2006 par le biais d'un club pragois qui a repris le nom. Malgré une filiation discutable, ce dernier revendique les titres et épopées des temps glorieux ce qui est également le cas du 1.FK Příbram. 
Le Dukla Prague est considéré comme un club omnisports, mais si les sections athlétisme, aviron, handball, pentathlon moderne et cyclisme sont restées sous le giron de l'armée tchèque, l'équipe de football ne fait plus partie des structures du club.

## Historique

### Les débuts (1947-1956)
1947 : l'armée tchécoslovaque crée son club de football : L'ATK (Armádní Tělovýchovný Klub, Club d'Éducation Physique de l'Armée). Le club rejoint très rapidement l'élite en remportant les barrages aux dépens du MZK Pardubice.
1948 : Lors de sa première saison, malgré un 8-2 encaissé contre le Slavia Prague, futur champion, l'ATK termine à la 8e place (sur 14) du championnat tchécoslovaque 1948 (dont ne fut disputé qu'une moitié : Le championnat tchécoslovaque étant en pleine refonte). 
1949 : L'ATK termine à la quatrième place du championnat tchécoslovaque.
1952 : L'ATK remporte son premier trophée, la Coupe de Tchécoslovaquie en battant le Škoda Hradec Králové (4-3) en finale.
1953 : Le gouvernement communiste réorganise le sport tchécoslovaque et l'ATK devient l'ÚDA (Ústřední dům armády, La Maison Centrale de l'Armée). L'équipe remporte son premier titre de champion en ne concédant qu'une seule défaite... en treize matches, la saison ayant encore été coupée en deux du fait d'un grand nombre de matches de l'équipe nationale organisés cette année-là. Les joueurs notables du premier titre ont pour noms Otto Hemele, Václav Pavlis, Karol Dobay, Ladislav Přáda, Ladislav Novák, Jan Hertl et l'entraîneur Karel Kolský. Bohumil Musil devient l'entraîneur de cette équipe. il restera en fonction jusqu'en 1969.

### Les grandes heures (1956-1991)
1956 : Le club adopte le nom de Dukla Prague, en référence à un village slovaque proche de la frontière polonaise où eu lieu, en 1944, une bataille qui fit plus de cent-mille morts. 
1956/57 : Le Dukla remporte le championnat tchécoslovaque 1956/57 avec cinq points d'avance sur Slovan Bratislava et le Spartak Praha Sokolovo (futur Sparta Prague) que le Dukla a battu 9-0 !
1957/58 : Première participation à la Coupe d'Europe. Le Dukla s'incline au premier tour devant Manchester United (0-3, 1-0).
1957/58 : Le Dukla conserve son titre lors de la longue saison 1957/58 en devançant le Spartak Praha Sokolovo (futur Sparta Prague)  à la différence de buts. 
1958/59 : En Coupe des Clubs Champions, le Dukla élimine Dinamo Zagreb (2-2, 2-1) mais sort en huitième de finale, battu par Wiener Sport-Club (1-3, 1-0).
1960/61 : Le Dukla, entrainé par Jaroslav Vejvoda, remporte son quatrième titre de champion avec sept points d'avance sur ČH Bratislava. Il réalise même le doublé en remportant la finale de la Coupe de Tchécoslovaquie après avoir battu (3-0) le Dynamo Žilina en finale.
1961 : Durant l'été 1961, le Dukla est invité à New York pour participer à la deuxième édition de l'American Challenge Cup, une compétition organisée sur le sol américain opposant seize grandes équipes. Dukla s'entraine à Central Park, dispute dix rencontres et remporte le titre sur trois matches (0-1, 7-2, 2-0) aux dépens du club anglais d'Everton. Rudolf Kučera termine meilleur buteur de l'épreuve. Otal Pavel, journaliste et écrivain tchèque a écrit un livre sur cette épopée : "Dukla mezi mrakodrapy" ("Dukla au pays des gratte-ciel").
1961-62 : Le Dukla remporte son cinquième titre de champion, mais s'incline (1-1 4-1) en finale de la Coupe de Tchécoslovaquie contre Slovan Bratislava.
1962 : Dukla conserve l'American Challenge Cup. Invité à ne disputer que la finale, il bat le club brésilien de America (1-1 puis 2-1).
1962 : Josef Masopust, le meneur de jeu du Dukla et de l'équipe de Tchécoslovaquie finaliste de la Coupe du monde reçoit le Ballon d'or du meilleur joueur européen.
1962-63 : Le Dukla atteint les quarts de finale de la Coupe des Clubs champions. Après avoir éliminé le Vorwärts Berlin (3-0, 1-0) et Esbjerg (0-0, 5-0), il est sorti par Benfica (1-2, 0-0).
1962-63 : Le Dukla remporte son sixième titre de champion, son troisième consécutif.
1963 : Dukla conserve l'American Challenge Cup. Invité à ne disputer que la finale, il bat West Ham United (1-0 puis 1-1).
1963-64 : Le Dukla atteint les quarts de finale de la Coupe des Clubs champions. Après avoir éliminé La Valette (6-0, 2-0) et Górnik Zabrze (2-0, 1-4), il est sorti par le Borussia Dortmund (4-0, 1-3).
1963-64 : Le Dukla remporte son septième titre de champion, son quatrième consécutif.
1964 : Dukla conserve l'American Challenge Cup. Invité à ne disputer que la finale, il bat Zagłębie Sosnowiec (3-1 puis 1-1).
1964-65 : En Coupe des Clubs Champions 1964/1965, le Dukla élimine Górnik Zabrze après tirage au sort (4-1, 0-3, 0-0) mais sort en huitième de finale, battu par le Real Madrid (0-4, 2-2).
1964-65 : L'équipe réserve du Dukla remporte le championnat de Deuxième Division, mais ne peut pas monter dans l'élite... car l'équipe première du Dukla y est déjà.
1964-65 : Dukla Prague remporte sa troisième Coupe de Tchécoslovaquie après avoir battu (0-0 (5 t.a.b. à 3)) le Slovan Bratislava
1965 : Dukla perd son titre de l'American Challenge Cup. Invité à ne disputer que la finale, il est battu par Polonia Bytom (0-2 puis 1-1).
1965-66 : En Coupe des Vainqueurs de Coupes, le Dukla élimine le Stade rennais (2-0, 0-0) mais sort en huitième de finale, battu par le Honvéd Budapest (2-3, 2-1).
1965-66 : Le Dukla remporte son huitième titre de champion de Tchécoslovaquie et réalise le doublé après avoir remporté la Coupe de Tchécoslovaquie aux dépens du Tatran Prešov (2-1 4-0).
1966-67 : Le Dukla atteint les demi-finales de la Coupe des Clubs champions. Après avoir éliminé Esbjerg (2-0, 4-0), Anderlecht (4-1, 2-1) et l'Ajax Amsterdam (1-1, 2-1), il est sorti par le Celtic Glasgow (1-3, 0-0), futur vainqueur de l'épreuve.
1967-68 : Dukla Prague s'incline (0-1 2-0) en finale de la Coupe de Tchécolovaquie contre Slovan Bratislava.
1968-69 : Dukla Prague remporte sa cinquième Coupe de Tchécoslovaquie après avoir battu (1-1 1-0) le VCHZ Pardubice. Les joueurs clés de cette décennie sont Ladislav Novák, Svatopluk Pluskal, Josef Masopust, Pavel Kouba, Jaroslav Borovička, František Šafránek et Rudolf Kučera.
1969-70 : Le Dukla est éliminé au premier tour de la Coupe des Vainqueurs de Coupes 1969/70 par l'Olympique de Marseille (1-0, 0-2).
1970-71 : Dukla termine onzième du championnat de Tchécoslovaquie, le pire classement de son histoire.
1972-73 : Dukla est éliminé au premier tour de la Coupe UEFA par l'OFK Belgrade (2-2, 1-3).
1974-75 : Dukla est éliminé en huitième de finale de la Coupe UEFA. Après avoir battu Pezoporikos Larnaca (forfait du club chypriote) et Djurgårdens IF (2-0, 3-1), Dula est battu par le FC Twente (3-1, 0-5).
1974-75 : Dukla termine neuvième du championnat de Tchécoslovaquie.
1976 : Le club est renommé ASVS Dukla Prague
1976 : À Belgrade, l'équipe de Tchécoslovaquie remporte le Championnat d'Europe des Nations. Cette équipe a l'ossature du Slovan Bratislava, mais deux joueurs de Dukla sont présents, Ivo Viktor et Zdeněk Nehoda.
1976-77 : Le Dukla remporte son neuvième titre de champion de Tchécoslovaquie, avec quatre points davance sur l'Inter Bratislava.
1977-78 : Le Dukla est éliminé au premier tour de la Coupe des Clubs Champions 1977/78 par le FC Nantes (0-0, 1-1).
1978-79 : Dukla atteint les quarts de finale de la Coupe UEFA. Après avoir battu Everton (1-2, 1-0) et le VfB Stuttgart (1-4, 4-0), Dukla est battu par le Hertha Berlin (1-1, 1-2).
1978-79 : Le Dukla remporte son dixième titre de champion de Tchécoslovaquie.
1979-80 : En Coupe des Clubs Champions 1979/1980, le Dukla élimine Újpest FC (2-3, 2-0) mais sort en huitième de finale, battu par le RC Strasbourg (1-0, 0-2).
1980-81 : Dukla Prague remporte sa sixième Coupe de Tchécoslovaquie après avoir battu Dukla Banská Bystrica ()4-1, buts de Nehoda and Vízek, deux buts chacun.
1981-82 : En Coupe des Vainqueurs de Coupes, Dukla élimine Glasgow Rangers (3-0, 1-2) au premier tour, mais est éliminé en huitièmes par Barcelone (1-0, 0-4).
1981-82 : Le Dukla remporte son onzième titre de champion de Tchécoslovaquie. Ladislav Vízek, avec 15 buts, est sacré meilleur buteur.
1982-83 : Le Dukla est éliminé au premier tour de la Coupe des Clubs Champions 1982/83 par le Dinamo Bucarest (0-2, 2-1).
1982-83 : Dukla Prague remporte sa septième Coupe de Tchécoslovaquie après avoir battu (2-1) le Slovan Bratislava
1983-84 : Dukla est éliminé au premier tour de la Coupe des Vainqueurs de Coupes par Manchester United (1-1, 2-2).
1984-85 : Dukla est éliminé au premier tour de la Coupe UEFA 1984/85 par Videoton (0-1, 0-0).
1984-85 : Dukla Prague remporte sa huitième Coupe de Tchécoslovaquie après avoir battu (3-2) le Lokomotíva Košice
1985-86 : Dukla atteint les demi-finales de la Coupe d'Europe des Vainqueurs de Coupes. Il s'impose devant AEL Limassol (2-2, 4-0), AIK Solna (1-0, 2-2) et Benfica (1-0, 1-2). Il est sorti par le Dynamo Kiev (0-3, 1-1).
1986-87 : Dukla est éliminé en huitièmes de finale de la Coupe UEFA 1986/87. Après avoir éliminé le Bayer Leverkusen (0-0, 1-1), il est sorti par l'Inter Milan (0-1, 0-0).
1989-90 : Dukla remporte sa neuvième Coupe de Tchécoslovaquie en ne passant, à partir des huitièmes de finale, qu'après tirs au but. En finale, il s'impose (1-1 (5 t.a.b. à 4)) contre l'Inter Bratislava.
1990-91 : En Coupe des Vainqueurs de Coupes, Dukla élimine Sliema Wanderers (2-1, 2-0) au premier tour, mais est éliminé en huitièmes par le Dynamo Kiev (0-1, 2-2).

### La crise, la fusion, la fin (1991-2000)
1991 : Après la Révolution de Velours, le Dukla, renommé FC Dukla Prague, n'est plus le club de l'armée. Il souffre de sa réputation de club de l'ancien régime et décline tant sur le plan sportif que financier. Il ne peut plus lutter face au Slavia et au Sparta. La partition de la Tchécoslovaquie lui permet de rester parmi l'élite au sein du championnat tchèque.
1993-94 : Dukla ne remporte qu'un seul match de championnat et est relégué. Sa situation financière l'entraine directement en troisième division. 
Le club est racheté par l'entrepreneur slovaque Bohumil Ďuričko, qui éponge les dettes et se rapproche d'un autre club en difficulté, le FC Příbram, qui évolue en deuxième division. Les deux clubs sont fusionnés en 1996 sous le nom de FC Dukla Příbram.
1997 : Le Dukla Příbram remporte le championnat tchèque de deuxième division et monte parmi l'élite. Il atteint également la finale de la Coupe de Tchéquie, mais s'incline (1-0 but en or) contre le Slavia Prague.
2000 : Le club ne parvient pas à trouver un accord pour évoluer au Na Julisce Stadium, qui appartient toujours à l'armée tchèque. Le club déménage donc à Příbram, à 60 kilomètres de Prague, et devient le FC Marila Příbram. Le Dukla Prague n'existe plus.

### La renaissance
2005 : Le Dukla Dejvice, un club amateur de Prague fondé en 1959, s'installe au Na Julisce Stadium. Il adopte les couleurs historiques (jaune et rouge) du Dukla Prague puis adopte son nom pour évoluer en quatrième division tchèque.
2007 : Le Dukla Prague réapparait en deuxième division tchèque.
2011 : Le club remporte la deuxième division tchèque et fait son retour en première division.

## Logos de l'histoire du club

Logo n°3
Logo n°4
Logo n°5

## Bilan sportif

### Palmarès
- Championnat de Tchécoslovaquie
  - Champion : 1953, 1956, 1958, 1961, 1962, 1963, 1964, 1966, 1977, 1979, 1982

- Coupe de Tchécoslovaquie
  - Vainqueur : 1952, 1961, 1965, 1966, 1969, 1981, 1983, 1985, 1990
  - Finaliste : 1962, 1968

- Coupe de Tchéquie
  - Finaliste : 1997

- Championnat de Tchéquie de deuxième division
  - Champion : 2011

### Bilan européen

#### Bilan
| Compétition              | P  | M  | V  | N  | D  | BP  | BC  | Diff. |
| ------------------------ | -- | -- | -- | -- | -- | --- | --- | ----- |
| Ligue des champions (C1) | 10 | 45 | 22 | 10 | 13 | 75  | 58  | +17   |
| Coupe des coupes (C2)    | 6  | 24 | 10 | 7  | 7  | 33  | 29  | +4    |
| Ligue Europa (C3)        | 7  | 28 | 9  | 8  | 11 | 38  | 43  | -5    |
| Total                    | 23 | 97 | 41 | 26 | 31 | 146 | 130 | +16   |

#### Résultats
Légende
- Victoire ou qualification pour le tour suivant
- Match nul
- Défaite ou élimination de la compétition

Note : dans les résultats ci-dessous, le score du club est toujours donné en premier.
| Saison    | Compétition               | Tour                | Club                   | Domicile              | Extérieur             | Total                 |
| --------- | ------------------------- | ------------------- | ---------------------- | --------------------- | --------------------- | --------------------- |
| 1957-1958 | Coupe des clubs champions | Huitièmes de finale | Manchester United      | 1 - 0                 | 0 - 3                 | 1 - 3                 |
| 1958-1959 | Coupe des clubs champions | Seizièmes de finale | Dinamo Zagreb          | 2 - 1                 | 2 - 2                 | 4 - 3                 |
| 1958-1959 | Coupe des clubs champions | Huitièmes de finale | Wiener Sport-Club      | 1 - 0                 | 1 - 3                 | 2 - 3                 |
| 1961-1962 | Coupe des clubs champions | Seizièmes de finale | CDNA Sofia             | 2 - 1                 | 4 - 4                 | 6 - 5                 |
| 1961-1962 | Coupe des clubs champions | Huitièmes de finale | Servette FC            | 2 - 0                 | 3 - 4                 | 5 - 4                 |
| 1961-1962 | Coupe des clubs champions | Quarts de finale    | Tottenham Hotspur      | 1 - 0                 | 1 - 4                 | 2 - 4                 |
| 1962-1963 | Coupe des clubs champions | Seizièmes de finale | Vorwärts Berlin        | 1 - 0                 | 3 - 0                 | 4 - 0                 |
| 1962-1963 | Coupe des clubs champions | Huitièmes de finale | Esbjerg fB             | 5 - 0                 | 0 - 0                 | 5 - 0                 |
| 1962-1963 | Coupe des clubs champions | Quarts de finale    | Benfica Lisbonne       | 0 - 0                 | 1 - 2                 | 1 - 2                 |
| 1963-1964 | Coupe des clubs champions | Seizièmes de finale | Valletta FC            | 6 - 0                 | 2 - 0                 | 8 - 0                 |
| 1963-1964 | Coupe des clubs champions | Huitièmes de finale | Górnik Zabrze          | 4 - 1                 | 0 - 2                 | 4 - 3                 |
| 1963-1964 | Coupe des clubs champions | Quarts de finale    | Borussia Dortmund      | 0 - 4                 | 3 - 1                 | 3 - 5                 |
| 1964-1965 | Coupe des clubs champions | Seizièmes de finale | Górnik Zabrze          | 4 - 1                 | 0 - 3                 | 4 - 4 0 - 0           |
| 1964-1965 | Coupe des clubs champions | Huitièmes de finale | Real Madrid            | 2 - 2                 | 0 - 4                 | 2 - 6                 |
| 1965-1966 | Coupe des coupes          | Seizièmes de finale | Stade rennais          | 2 - 0                 | 0 - 0                 | 2 - 0                 |
| 1965-1966 | Coupe des coupes          | Huitièmes de finale | Budapest Honvéd        | 2 - 3                 | 2 - 1                 | 4 - 4E                |
| 1966-1967 | Coupe des clubs champions | Seizièmes de finale | Esbjerg fB             | 4 - 0                 | 2 - 0                 | 6 - 0                 |
| 1966-1967 | Coupe des clubs champions | Huitièmes de finale | RSC Anderlecht         | 4 - 1                 | 2 - 1                 | 6 - 2                 |
| 1966-1967 | Coupe des clubs champions | Quarts de finale    | Ajax Amsterdam         | 2 - 1                 | 1 - 1                 | 3 - 2                 |
| 1966-1967 | Coupe des clubs champions | Demi-finales        | Celtic FC              | 0 - 0                 | 1 - 3                 | 1 - 3                 |
| 1969-1970 | Coupe des coupes          | Seizièmes de finale | Olympique de Marseille | 1 - 0                 | 0 - 2                 | 1 - 2                 |
| 1972-1973 | Coupe UEFA                | Premier tour        | OFK Belgrade           | 2 - 2                 | 1 - 3                 | 3 - 5                 |
| 1974-1975 | Coupe UEFA                | Premier tour        | Pezoporikos Larnaca    | Vainqueur par forfait | Vainqueur par forfait | Vainqueur par forfait |
| 1974-1975 | Coupe UEFA                | Seizièmes de finale | Djurgårdens IF         | 3 - 1                 | 2 - 0                 | 5 - 1                 |
| 1974-1975 | Coupe UEFA                | Huitièmes de finale | FC Twente              | 3 - 1                 | 0 - 5                 | 3 - 6                 |
| 1977-1978 | Coupe des clubs champions | Huitièmes de finale | FC Nantes              | 1 - 1                 | 0 - 0                 | 1 - 1E                |
| 1978-1979 | Coupe UEFA                | Premier tour        | Lanerossi Vicence      | 1 - 0                 | 1 - 1                 | 2 - 1                 |
| 1978-1979 | Coupe UEFA                | Seizièmes de finale | Everton FC             | 1 - 0                 | 1 - 2                 | 2E - 2                |
| 1978-1979 | Coupe UEFA                | Huitièmes de finale | VfB Stuttgart          | 4 - 0                 | 1 - 2                 | 5 - 2                 |
| 1978-1979 | Coupe UEFA                | Quarts de finale    | Hertha Berlin          | 1 - 2                 | 1 - 1                 | 2 - 3                 |
| 1979-1980 | Coupe des clubs champions | Seizièmes de finale | Újpest FC              | 2 - 0                 | 2 - 3                 | 4 - 3                 |
| 1979-1980 | Coupe des clubs champions | Huitièmes de finale | RC Strasbourg          | 1 - 0                 | 0 - 2 ap              | 1 - 2                 |
| 1981-1982 | Coupe des coupes          | Seizièmes de finale | Rangers FC             | 3 - 0                 | 1 - 2                 | 4 - 2                 |
| 1981-1982 | Coupe des coupes          | Huitièmes de finale | FC Barcelone           | 1 - 0                 | 0 - 4                 | 1 - 4                 |
| 1982-1983 | Coupe des clubs champions | Huitièmes de finale | Dinamo Bucarest        | 2 - 1 ap              | 0 - 2                 | 2 - 3                 |
| 1983-1984 | Coupe des coupes          | Seizièmes de finale | Manchester United      | 2 - 2                 | 1 - 1                 | 3 - 3E                |
| 1984-1985 | Coupe UEFA                | Premier tour        | Videoton SC            | 0 - 0                 | 0 - 1                 | 0 - 1                 |
| 1985-1986 | Coupe des coupes          | Seizièmes de finale | AEL Limassol           | 4 - 0                 | 2 - 2                 | 6 - 2                 |
| 1985-1986 | Coupe des coupes          | Huitièmes de finale | AIK Solna              | 1 - 0                 | 2 - 2                 | 3 - 2                 |
| 1985-1986 | Coupe des coupes          | Quarts de finale    | Benfica Lisbonne       | 1 - 0                 | 1 - 2                 | 2E - 2                |
| 1985-1986 | Coupe des coupes          | Demi-finales        | Dynamo Kiev            | 1 - 1                 | 0 - 3                 | 1 - 4                 |
| 1986-1987 | Coupe UEFA                | Premier tour        | Heart of Midlothian    | 1 - 0                 | 2 - 3                 | 3E - 3                |
| 1986-1987 | Coupe UEFA                | Seizièmes de finale | Bayer Leverkusen       | 0 - 0                 | 1 - 1                 | 1E - 1                |
| 1986-1987 | Coupe UEFA                | Huitièmes de finale | Inter Milan            | 1 - 2                 | 1 - 1                 | 2 - 3                 |
| 1988-1989 | Coupe UEFA                | Premier tour        | Real Sociedad          | 3 - 2                 | 1 - 2                 | 4 - 4E                |
| 1990-1991 | Coupe des coupes          | Seizièmes de finale | Sliema Wanderers       | 2 - 0                 | 2 - 1                 | 4 - 1                 |
| 1990-1991 | Coupe des coupes          | Huitièmes de finale | Dynamo Kiev            | 2 - 2                 | 0 - 1                 | 2 - 3                 |

1. ↑  Match d'appui disputé à Duisbourg. La rencontre s'achevant sur un match nul, le vainqueur est finalement décidé par un pile ou face qui tourne en faveur du Dukla.

## Joueurs célèbres
- Ivo Viktor
- Jozef Adamec
- Jaromír Blažek
- Jan Fiala
- Josef Masopust
- Jan Kozak
- Milan Luhovy
- Ladislav Novák
- Ladislav Vízek
- Pavel Nedvěd
- Svatopluk Pluskal
- Frantisek Stambachr
- Zdeněk Nehoda
- Jiri Nemec

## Culture populaire
- En 1951, Pavel Pásek écrit une comédie : 4:0 pro ATK, sous-titrée Veselohra o lidu footballovém a sázejícím o 3 dějstvích (4-0 pour ATK. Une comédie sur le football et la nation en trois actes).

- Le titre le plus célèbre du groupe de rock anglais Half Man Half Biscuit est "All I Want For Christmas Is A Dukla Prague Away Kit" (1986).